# Schichtdickenmessung

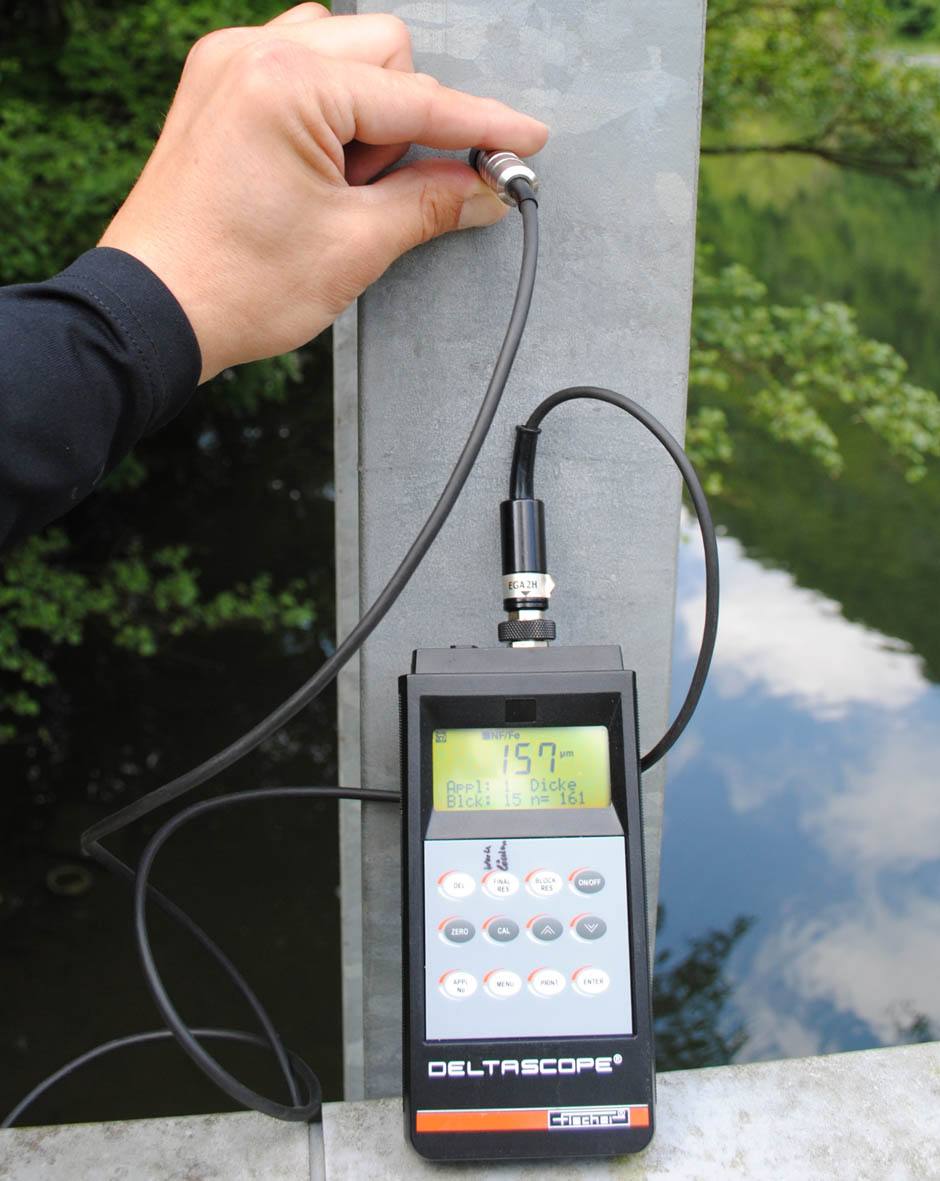
Schichtdickenmessung an einem feuerverzinkten Stahlträger

Die Schichtdickenmessung befasst sich mit der Bestimmung der Schichtdicke von Beschichtungen und metallischen Überzügen auf Oberflächen. Als Schichtdicke bezeichnet man allgemein die Dicke einer Beschichtung, z. B. Farbe oder Lack, die fest auf einem Grundmaterial aufgebracht ist. Bei dieser Beschichtung kann es sich um eine Einfachbeschichtung, eine Mehrfachbeschichtung (Farbe auf Zink auf Stahl, Chrom auf Nickel auf Messing usw.) oder ein Schichtsystem mit mehreren übereinander aufgebrachten Polymerschichten handeln.

## Verfahren

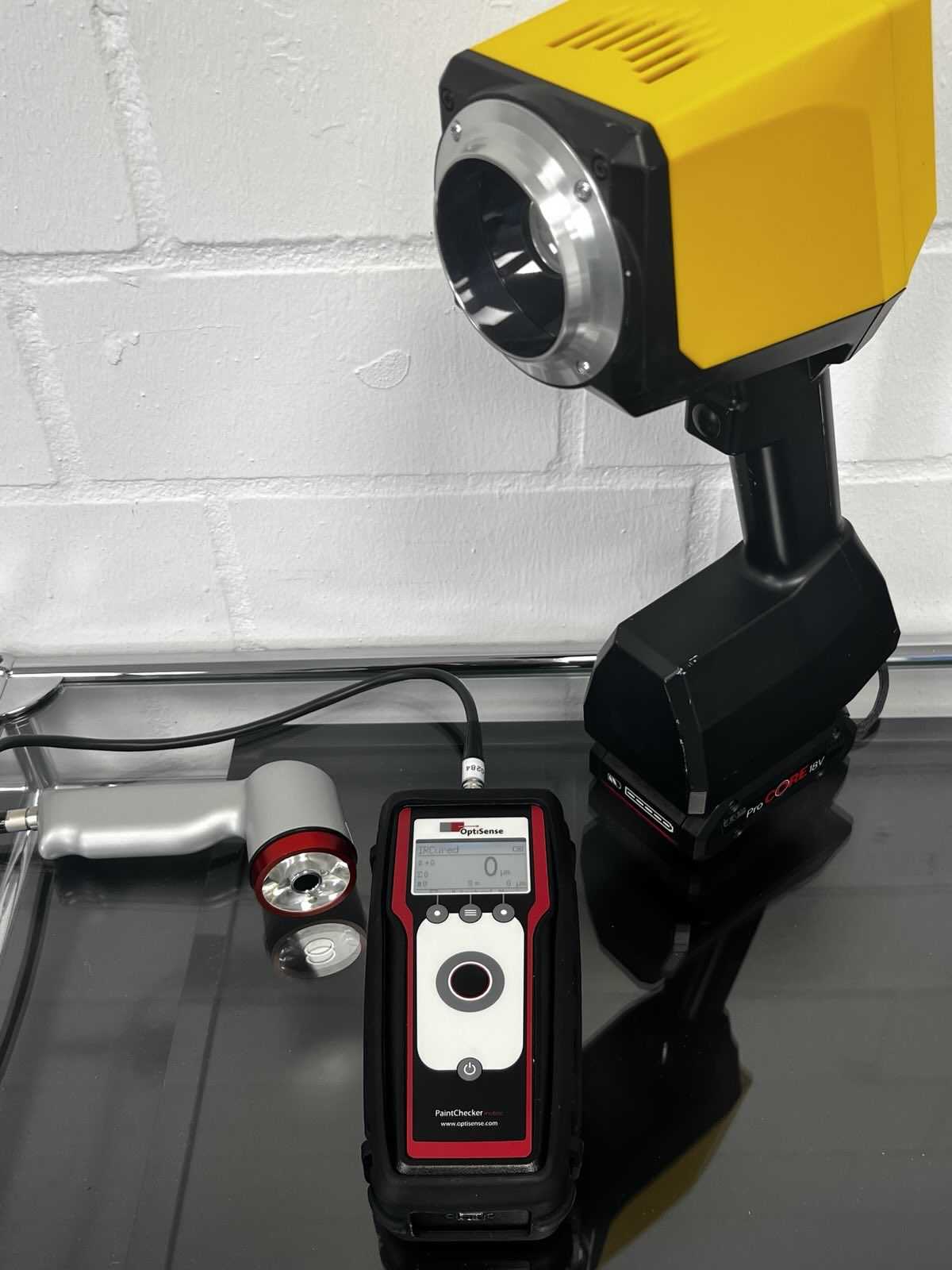
Zwei verschiedene photothermische Schichtdickenmessgeräte

Zur Ermittlung der Schichtdicke bieten sich unterschiedliche Verfahren an. Übergeordnet werden diese Verfahren in zerstörende und nicht-zerstörende unterschieden, wobei den nicht-zerstörenden Verfahren in der Industrie der Vorzug gegeben wird. Zerstörende Verfahren kommen dann zum Einsatz, wenn die zerstörungsfreien Messverfahren an ihre technischen Grenzen stoßen, wie zum Beispiel bei Messungen von NE-Metallschichten auf NE-Basismaterial.
Folgende Verfahren der Schichtdickenmessung sind gebräuchlich:
- Wirbelstromprüfung (Beschichtung auf metallischem Trägermaterial)
- Mikrowellenprüfung (Beschichtung auf Metalle und Faser-Kunststoff-Verbund)
- Magnet-induktive Messung
- Photothermische Schichtdickenmessung
- Ultraschallprüfung
- Kapazitätsmessung (isolierende Schichten, kapazitiver Sensor)
- Optische Messverfahren (transparente Schichten, Interferenz, Triangulation, Konfokaltechnik)
- Durchstrahlung und Absorption (Röntgenstrahlung, andere Arten von Strahlung, z. B. bei der Folien- und Papierherstellung)
- Massebestimmung (Masse pro Fläche oder simultane Messung während der Schichtabscheidung mit beschichtetem Schwingquarz, z. B. beim Bedampfen, Sputtern)
- Messung anhand der Strahlung von in der Schicht enthaltenen Radioisotopen (z. B. Asphalt-Dickenmessung)
- Vertikale mikroskopische Messung durch Verschiebung der Schärfeebene, durch transparente Materialien hindurch oder an der Materialkante, insbesondere auch mit der Konfokaltechnik in Profilometern. Für Messungen durch das Material hindurch muss der Brechungsindex bekannt sein und es müssen Korrekturfaktoren für die Materialdicke aufgrund der auftretenden optischen Verzeichnungen bestimmt werden.
- Laterale mikroskopische Messung im Querschnitt bzw. Querschliff
- Mikroskopische Vermessung des Schliffbildes eingebracht mit einem Kalottenschleifgerät

Welches Messverfahren für welche Anwendung in Frage kommt, wird von den für Beschichtung und Grundwerkstoff verwendeten Materialien vorgegeben. Die gängigen Verfahren für die Messung von Schichtdicken auf metallischem Untergrund sind das magnet-induktive Verfahren zur Messung von nicht-metallischen Beschichtungen auf ferromagnetischem Untergrund und das Wirbelstromverfahren zur Messung isolierender Schichten auf nicht-Eisen-Metallen, während das Ultraschallverfahren für die Messung auf nicht-metallischem Basismaterial sowie die Messung von Mehrschichtsystemen eingesetzt wird.
Die Mikrowellenprüfung kommt zum Einsatz, wenn auf leitfähigen oder schwach leitfähigen Substraten (z. B. CFK, CFK mit Blitzschutz) die Schichtdicke gemessen werden soll. Zusätzlich kann mit diesem zerstörungs- und verschleissfreien Verfahren ohne Berücksichtigung von elektrischer Leitfähigkeit oder magnetischen Eigenschaften des metallischen Trägermaterials mit der gleichen Einstellung gemessen werden. Die Mindestdicke des metallischen Grundwerkstoffs beträgt wenige Mikrometer, sodass das Verfahren auch auf sehr dünnen Metallfolien und Blechen angewandt werden kann.

## Geschichte

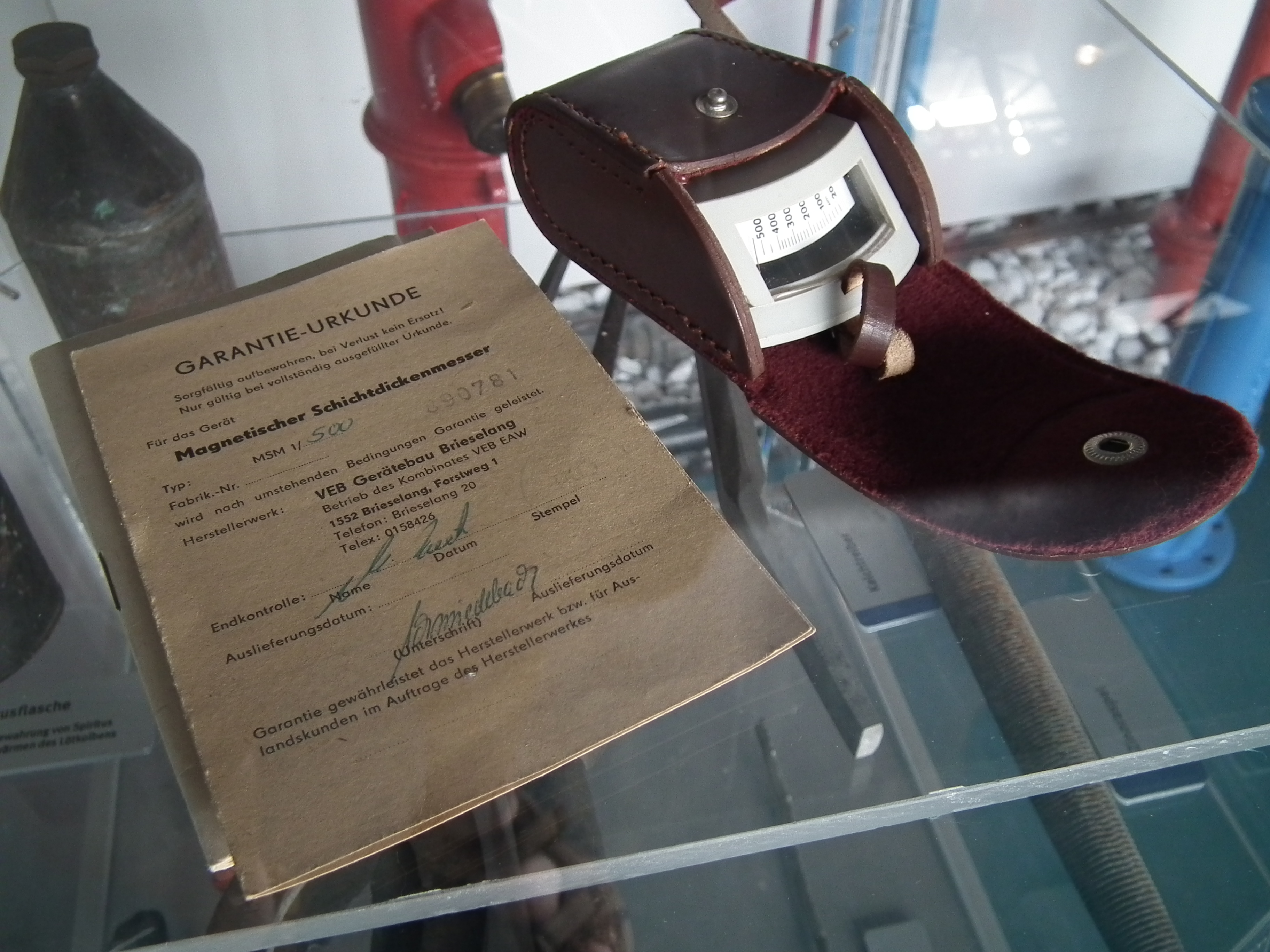
Magnetischer Schichtdickenmesser (KraftWerk – Dresdner Energiemuseum)

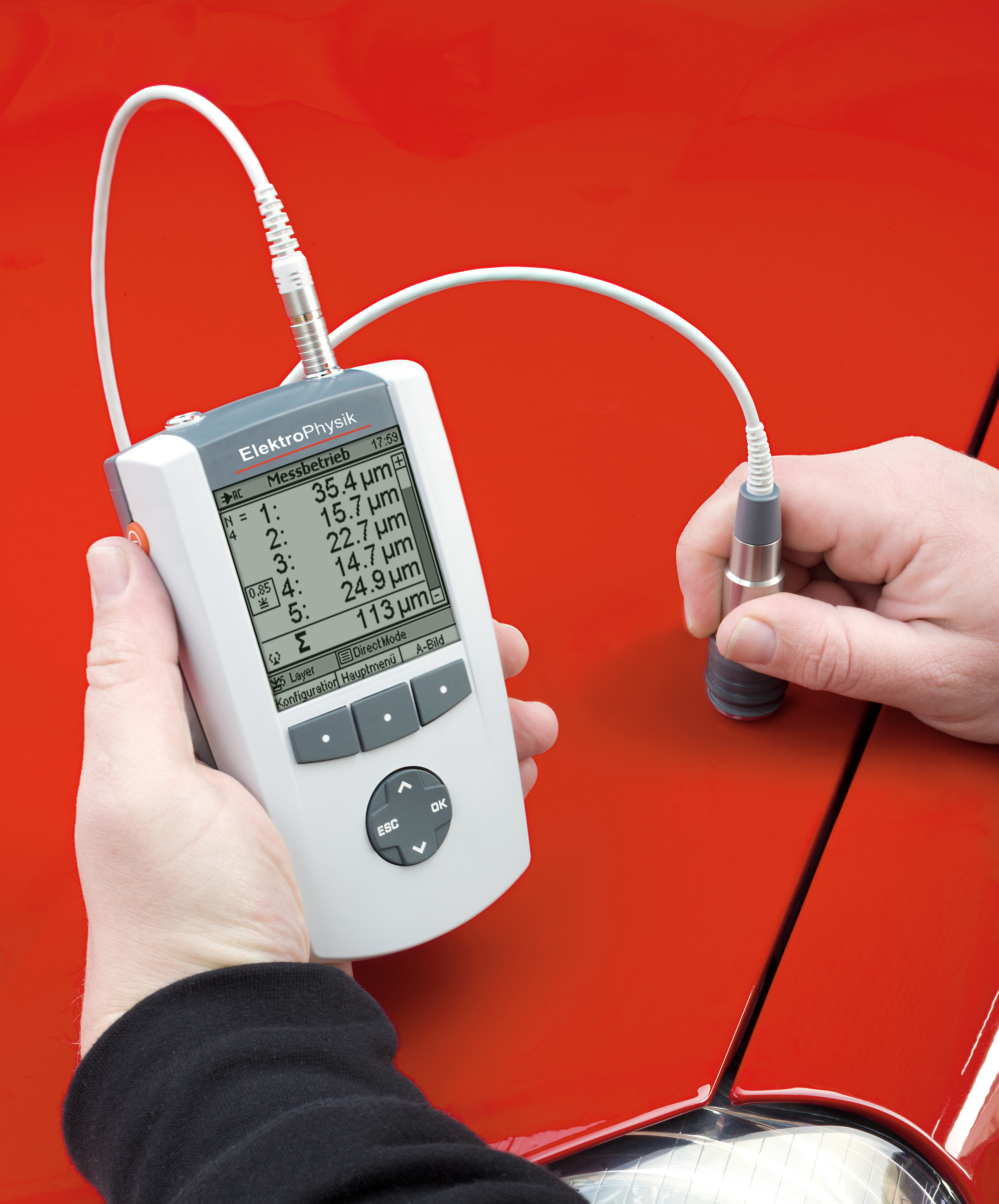
Schichtdickenmessung eines Lacksystems auf einer Karosserie

Aus historischer Sicht wurde das erste Schichtdickenmessgerät 1952 zur Messung von Farbdicke auf Stahluntergrund in Deutschland entwickelt. Es handelte sich hierbei um ein mechanisches Gerät, das die magnetische Haftkraft zur Bestimmung der Schichtdicke nutzt. Ein Messmagnet wird auf die Oberfläche gesetzt und vom magnetischen Grundmaterial angezogen. Mit Hilfe einer Feder wird der Magnet nun von der Oberfläche weggezogen. Diese Feder ist mit einer Skala verbunden, auf der dann die Kraft, die aufgewendet werden muss, um den Magneten von der Oberfläche zu lösen, als Schichtdickenwert angezeigt wird.
In den folgenden Jahrzehnten wurde die Technik der Schichtdickenmessung immer weiter entwickelt. Es kamen weitere Verfahren wie Magnet-Induktion, Wirbelstrom und optische Verfahren hinzu. Die Geräte entwickelten sich von analogen zu digitalen Anzeigegeräten und im nächsten Schritt zu digitalen Sensoren. Bei diesen findet die gesamte Messwertaufnahme und Weiterverarbeitung in der Elektronik des Sensors statt und es wird nur noch der bereits verarbeitete Messwert zur Anzeige, Speicherung und statistischen Verarbeitung an das Gerät selbst übermittelt.
Der heutige Stand der Technik ermöglicht die kabellose Schichtdickenmessung, bei der ein Sensor den kompletten Messvorgang durchführt und den Messwert dann per Funk an ein Messgerät oder alternatives Endgerät (Tablet, Smartphone) überträgt.